# Jolle Demmers
Jolle Demmers (1969) is een Nederlands politicologe en historica. Ze is sinds 1 februari 2019 hoogleraar aan de Universiteit Utrecht.

## Carrière
Jolle Demmers studeerde politicologie en internationale betrekkingen aan de Universiteit van Amsterdam. In 1999 promoveerde ze aan de Universiteit Utrecht op het onderwerp 'caciquismo', politiek geweld en neoliberale verandering in Mexico. In 2007 was ze associate professor aan de Universiteit van Berkeley. Ze is mede-oprichter van het Centre for Conflict Studies en werd op 1 februari 2019 benoemd tot hoogleraar Conflict Studies aan de Universiteit Utrecht.

## Geselecteerde bibliografie
- Friends and Bitter Enemies'- Politics and Neoliberal Reform in Yucatán, Mexico, 1999
- Good Governance in the Era of Global Neoliberalism, i.s.m. Fernández Jilberto, A.E. & Hogenboom, B. London and New York: Routledge, 2004
- Theories of Violent Conflict: an introduction. Londen: Routledge, 2012
- Theories of Violent Conflict. New York: Routledge, 2017.